# NGC 1262
NGC 1262 (również PGC 12107) – galaktyka spiralna z poprzeczką znajdująca się w gwiazdozbiorze Erydanu. Odkrył ją 12 listopada 1885 roku Francis Leavenworth.